# 川俣英夫

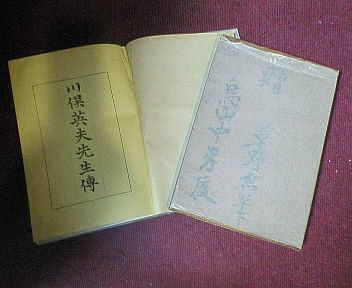
『川俣英夫先生傳』完本
栃木県立烏山中学校
1941年
表紙と装丁箱
装丁箱に草野先生による贈の文字が記されている。

川俣 英夫（かわまた ひでお、1856年5月11日〈安政3年4月8日〉 - 1924年〈大正13年〉1月23日）は、現在の栃木県那須烏山市出身の医師、教育者。

## 経歴
1856年4月下野国烏山藩に生まれる。14歳のとき、烏山藩学校に入門。横浜の高島学校、修文館を経て東京英語学校（後の東京大学予備門）に入学。帝国大学医学部別科、東亜医学校をへて1880年（明治13年）東京府医学開業試験に合格し、郷里にて開業する。烏山町町議会議員、烏山町長を歴任する。医師として万民公平の観点から、貧困者の積極的治療を行う傍ら、地域教育の重要性を真摯に考え、県立中学校の設立を栃木県に誓願するも、却下されてしまう。その後、私財を投じて私立烏山学館（後の私立烏山中学校をへて、栃木県立烏山中学校から、現在の栃木県立烏山高等学校の前身）を設立。墓所は那須烏山市にある真言宗・一乗院。逝去の際には、その徳を慕う学徒が棺を交代で担ぎ死を悼んだという。

## その他
栃木県立烏山高等学校には氏の名を冠した川俣賞があり、同校の最も栄誉ある表彰となっている。